# On the Wings of Inferno
On the Wings of Inferno, uitgegeven in 2000, is het zesde studioalbum van de Nederlandse death metal band Asphyx.

## Bezetting
- Eric Daniels - Gitaar
- Bob Bagchus - Drums
- Wannes Gubbels - Zang, basgitaar

## Nummers
1. Summoning the Storm - 5:18
2. The Scent of Obscurity - 2:56
3. For They Ascend... - 2:50
4. On the Wings of Inferno - 4:26
5. 06/06/2006 - 2:26
6. Waves of Fire - 2:05
7. Indulge in Frenzy - 2:56
8. Chaos in the Flesh - 3:12
9. Marching towards the Styx- 3:02